# Gospelians de Girona
Gospelians de Girona és un cor de Girona.
Gospelians&Gràcia, una selecció de 20 solistes dels cors Gospelians de Girona i Cor Gospel Gràcia de Barcelona, van participar el 2013 com un dels 9 cors finalistes a la primera temporada del concurs televisiu Oh Happy Day de TV3. Un dels fruits de participar en aquest concurs va ser l'elaboració d'un CD recopilatori de les principals cançons interpretades pels 9 cors finalistes al llarg de les 13 setmanes, amb el nom: Oh happy day: Les millors Cançons, editat per TV3 a finals del 2013. En aquest CD, Gospelians&Gràcia hi interpreten dues cançons: Farà un dia clar i Joy.
La presentació del disc Let The Gospel Run va tenir lloc el març de 2015 amb un concert al Centre Cívic Ter de Girona. El 2016, el cor va fer 10 anys i ho va commemorar aquest aniversari amb una actuació el 22 de juny de 2016 al Teatre Municipal de Girona, concert solidari per l'Associació Suport a la Solitud. Ha actuat a diferents escenaris de la ciutat de Girona i a fora, a festivals com el Festival de Jazz Albacete, o al Tempo sota les Estrelles. També ha actuat en concerts benèfics Centre d'Acollida La Sopa o la Marató de TV3.